# Ämmern
Ämmern är en sjö i Kinda kommun i Östergötland och ingår i Motala ströms huvudavrinningsområde. Sjön är 15 meter djup, har en yta på 8,29 kvadratkilometer och befinner sig 86,1 meter över havet.
Den södra änden är relativt smal med, till större delen, obebodda stränder. Norra delen av sjön är bredare med mera bebyggelse och odlingslandskap, byn Opphem ligger här. I den norra delen finns dessutom de flesta av Ämmerns öar, där Koön är den i särklass största. Det går att ta sig till Ämmern vattenvägen via Skedevid kanal från Åsunden, vilket gör sjön till en del i Kinda kanalsystem.

## Delavrinningsområde

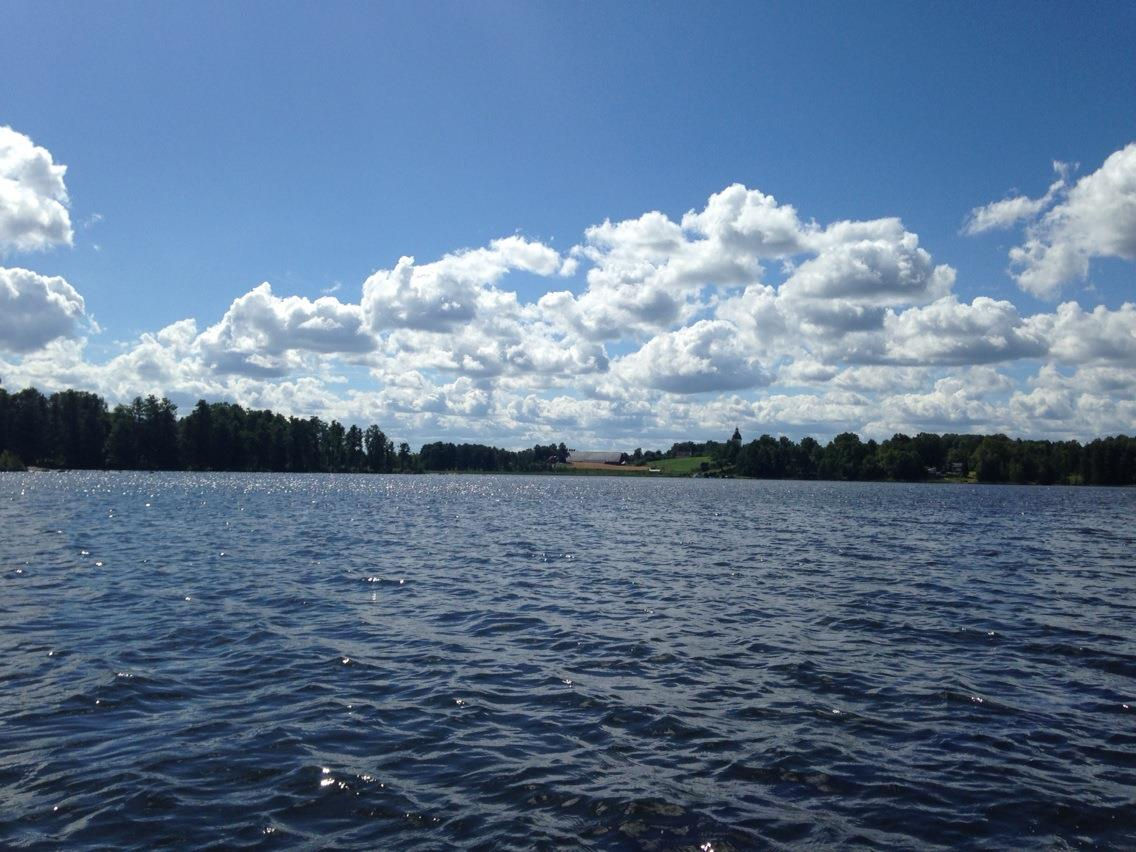
Vy över Ämmern, mot Tjärstad.

Ämmern ingår i delavrinningsområde (644371-149907) som SMHI kallar för Utloppet av Ämmern. Medelhöjden är 121 meter över havet och ytan är 73,91 kvadratkilometer. Räknas de 7 avrinningsområdena uppströms in blir den ackumulerade arean 185,43 kvadratkilometer. Vattendraget som avvattnar avrinningsområdet har biflödesordning 3, vilket innebär att vattnet flödar genom totalt 3 vattendrag innan det når havet efter 129 kilometer. Avrinningsområdet består mestadels av skog (58 procent) och jordbruk (19 procent). Avrinningsområdet har 10,2 kvadratkilometer vattenytor vilket ger det en sjöprocent på 13,8 procent.